# Тарасівська сільська рада (Жмеринський район)
| Тарасівська сільська рада — колишній орган місцевого самоврядування у Жмеринському районі Вінницької області з адміністративним центром у с. Тарасівка. Сільській раді підпорядковані населені пункти: - с. Тарасівка - с. Будьки - с. Вознівці |

## Склад ради
Рада складається з 16 депутатів та голови.

## Керівний склад сільської ради
| ПІБ                              | Основні відомості                                                                       | Дата обрання | Дата звільнення |
| -------------------------------- | --------------------------------------------------------------------------------------- | ------------ | --------------- |
| Козаченко Анатолій Олександрович | Сільський голова, 1968 року народження, освіта, безпартійний                            | 26.03.2006   | 31.10.2010      |
| Козаченко Анатолій Олександрович | Сільський голова, 1968 року народження, освіта середня спеціальна, член Партії регіонів | 31.10.2010   |                 |

Примітка: таблиця складена за даними джерела